# Mareómetro

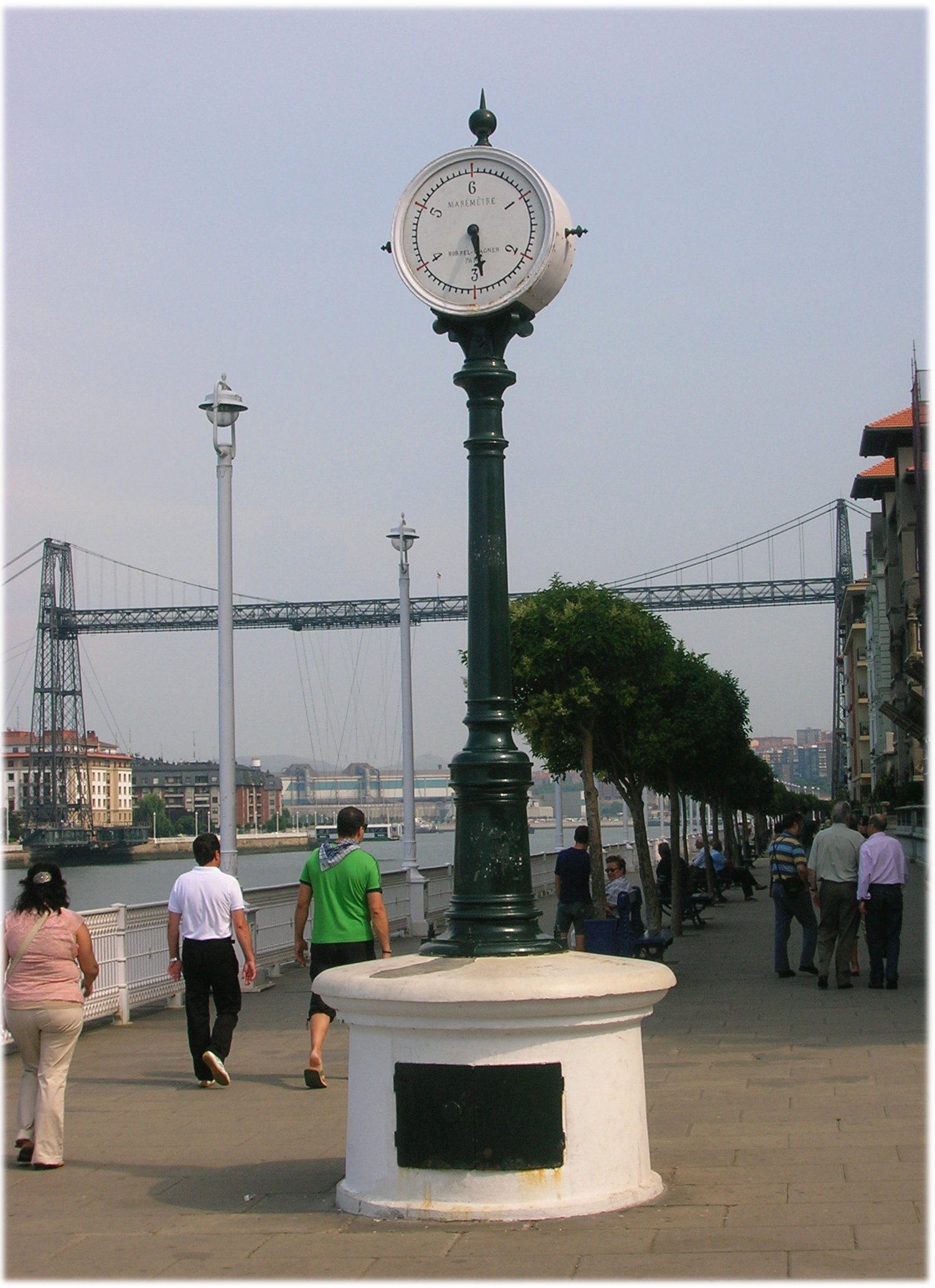
Mareómetro de Portugalete.

Mareómetro o mareógrafo es el aparato que sirve para medir o registrar las mareas, se suele situar en las entradas de los puertos para orientar e informar a los barcos de la disposición de calado existente. Forman parte de las redes de meteorología y oceanografía para la ayuda a la navegación marítima.
Según el fenómeno utilizado para realizar la medida se pueden distinguir diferentes tipos de mareómetros:
- Mareógrafo Aanderaa, llamados también mareógrafos de presión, obtienen el nivel del mar a partir de la medida de la presión hidrostática. Esta medida está influenciada por la presión atmosférica y es necesario, a no ser que el propio medidor lo realice, efectuar la corrección correspondiente.

- Mareógrafo Sonar, llamado también acústico SONAR usa el principio de medición de distancia por el eco de un sonido. Suele estar compuesto por un emisor - receptor de ultrasonidos colocado a una distancia de la superficie del agua y mediante la medición del tiempo que tarda en llegar el eco de una señal que ha mandado determina el nivel de la marea. Este dato, junto con la fecha y la hora es guardado o enviado a un sistema de análisis.

## Integración de redes mareográficas
La determinación del nivel del mar es muy importante por ser este el nivel base del que se parte para la referencia de las altitudes de los lugares y accidentes geográficos. Las recomendaciones internacionales aconsejan que los países dispongan de una red de mareográfos única y de un centro de control, coordinación y sistematización de los datos registrados por estos. 

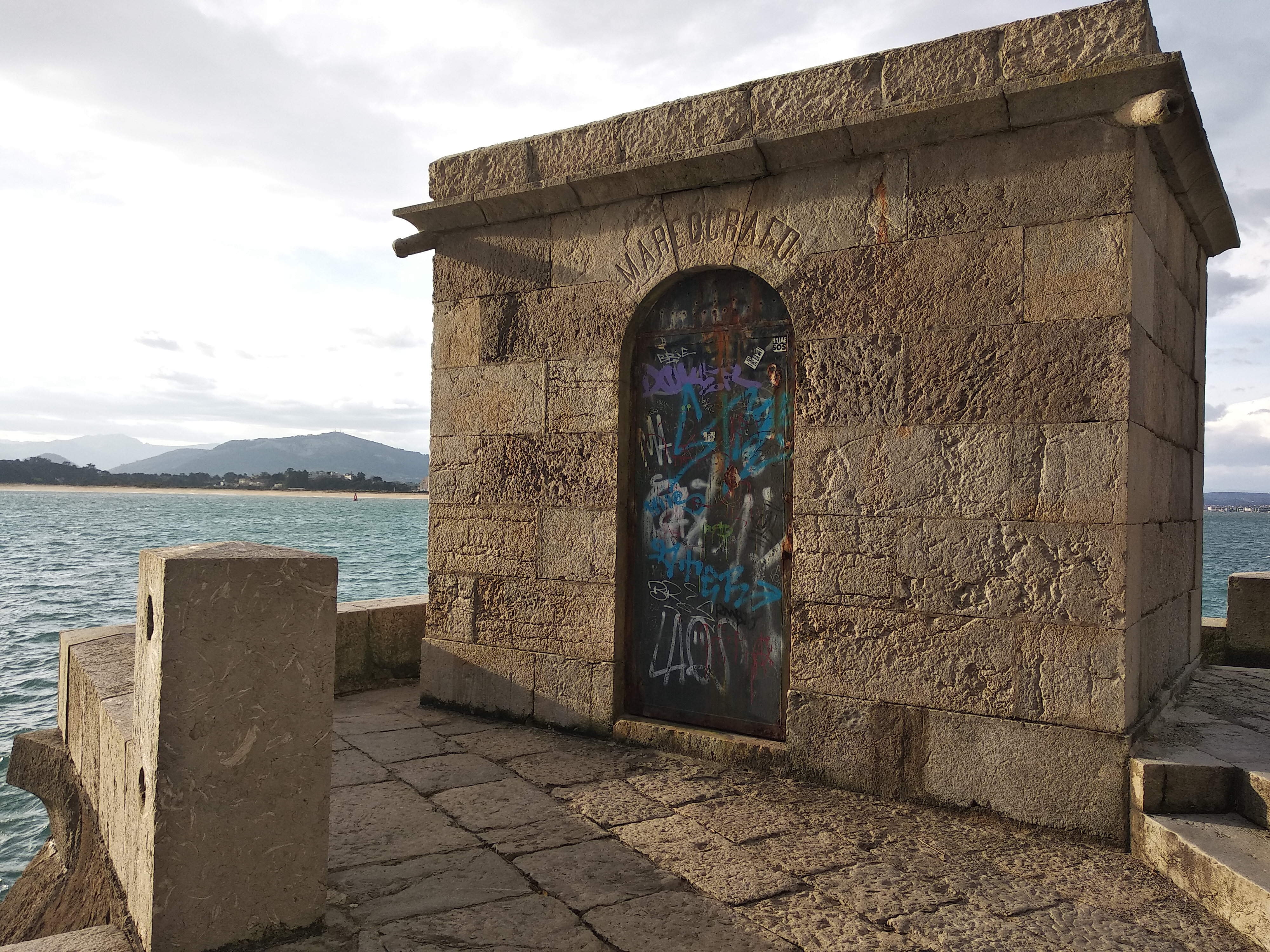
Caseta de mareógrafo en el embarcadero real de la península de La Magdalena, Santander (España).

Es muy habitual que en un país haya varias redes de mareográfos pertenecientes a diferentes organismos, normalmente públicos, por ejemplo en España están: Instituto Español de Oceanografía (IEO), Puertos del Estado (Clima Marítimo) (PE (CM)), Instituto Geográfico Nacional (IGN) e Instituto Hidrográfico de la Marina (IHM). Se tiende, para seguir la recomendación antes citada, en crear una red que coordine todos los datos de estos organismos en cuestión de medición del nivel del mar. Siguiendo el ejemplo español, se ha desarrollado, a partir de 1995, el proyecto Integración de Redes Mareográficas (con la financiación de la Comisión Interministerial de Ciencia y Tecnología (CICYT)) que tiene como objetivo la creación de la Red Integrada de Mareógrafos (RIMA) dentro de la cual se busca: la adecuación a los requisitos del GLOSS (Global Sea Level Observing System), referenciar las mediadas a sistemas locales y globales a la vez que se realizan con un protocolo de control de calidad y tratamiento de datos, y un control y adecuación del histórico de datos dentro de un banco de datos operativo (el llamado Banco Español de Datos de Nivel del Mar) que permita la realización de diferentes estudios del nivel del mar y de las mareas.
Normalmente una red de este tipo cuenta con los siguientes componentes;
- Estaciones Mareográficas, situadas en diferentes puntos, puertos, canales, alta mar..., que están compuestas por el mareógrafo (a menudo este forma parte de una estación meteorológica más completa) y los equipos de alimentación y transmisión. Las medidas están referenciadas con sistemas locales y globales.

- Centro de tratamiento de datos, de donde se reciben los datos enviados por lo mareógrafos y pasan los procesos determinados en los protocolos.

- Banco de datos, donde se guardan los registros de todos los datos obtenidos y los históricos donde los organismos implicados y otros pueden hacer uso de ellos.

- Distribución de productos, una vez analizados y guardados los datos se pueden distribuir en forma de diferentes productos de información de interés general, tanto a instituciones públicas como privadas, por ejemplo se pueden obtener productos como los siguientes;, Predicción astronómica,

Niveles medios diarios, mensuales y anuales, Carreras de marea, Residuos meteorológicos, Constantes armónicas, etc.